# Río Putana
El río Putana, que nace con el nombre arroyo Ojos de Agua del Putana, es un curso natural de agua que nace en el volcán Putana, en la cordillera de los Andes, fluye con dirección general sur hasta su confluencia con el río Jauna, que es donde nace el Río Grande (San Pedro de Atacama).
(No confundir con el río Putani que fluye en el verdadero extremo norte de Chile.)

## Trayecto
Los ojos de agua, como se les llama en su origen, aparecen en la ladera norte del volcán Putana desde donde fluyen hacia el oeste por cerca de 22 km a lo largo de los cuales recibe tributarios, uno de los cuales se origina en territorio de Bolivia al pie de los cerros Volcanes y Agüita Brava. Otros tributarios de importancia son los que provienen del norte, del portezuelo y de los cerros Tocorpuri; le caen por la ribera derecha para formar el río Putana propiamente tal. El así formado río Putana gira al sudoeste recibiendo a su principal tributario el río Incahuasi y en el recodo se le une por su ribera derecha el río Jauna que viene directamente desde el norte, proveniente de la falda sudoccidental del volcán Tatio y se dirige al SSE en una longitud de 10 km. Recoge las aguas de las Vegas de Jauna, a 4240 m donde se encuentra el caserío de ese nombre.
Uno de sus afluentes nace en Bolivia al pie de los cerros Volcanes y Agüita Brava, con lo que transforma su cuenca hidrográfica en una cuenca binacional compartida entre Bolivia y Chile.: 172 

## Historia
Francisco Solano Asta-Buruaga y Cienfuegos escribió en 1899 en su obra póstuma Diccionario Geográfico de la República de Chile sobre el río:
Putana.-—Riachuelo de la parte oriental del departamento de Antofagasta que procede de una rama de sierra en la división en el límite entre Chile y Bolivia, que se desprende del volcan Licancaur hacia el N. y que corre al O. y luego al S. á unirse con el Machina, los cuales forman principalmente el río de Atacama. Tiene un cerro volcánico que se levanta á una mediana altura por los 22° 38' Lat. y 67° 54' Lon.